# アリューシャンズウエスト国勢調査地域
座標: 北緯52度9分 西経174度17分 / 北緯52.150度 西経174.283度
アリューシャンズウエスト国勢調査地域（アリューシャンズウエストこくせいちょうさちいき、英語: Aleutians West Census Area）は、アメリカ合衆国アラスカ州非自治郡の国勢調査地域。アリューシャン列島のうち、最西端のアッツ島からウナラスカ島までと、プリビロフ諸島を領域とする。最大都市はウナラスカ。人口は5,232人（2020年国勢調査）。

## 地理
アメリカ合衆国国勢調査局によれば、アリューシャンズウエスト国勢調査地域の面積は14,116平方マイル（36,560 km2）で、そのうち陸地は4,390 平方マイル（11,400 km2）、水域は9,726 平方マイル（25,190 km2）で、割合は68.9%である。
アリューシャン列島部は西から順番にニア諸島、バルディア島、ラット諸島、アンドリアノフ諸島、フォックス諸島（ウナラスカ島まで）。プリビロフ諸島はアリューシャン列島から離れた場所にある。

### 隣接する郡と国家
アメリカ合衆国の50州の行政区画では最も西に位置する。
- アリューシャンズイースト郡 - 東
- ロシア・カムチャツカ地方 - 西

## 歴史

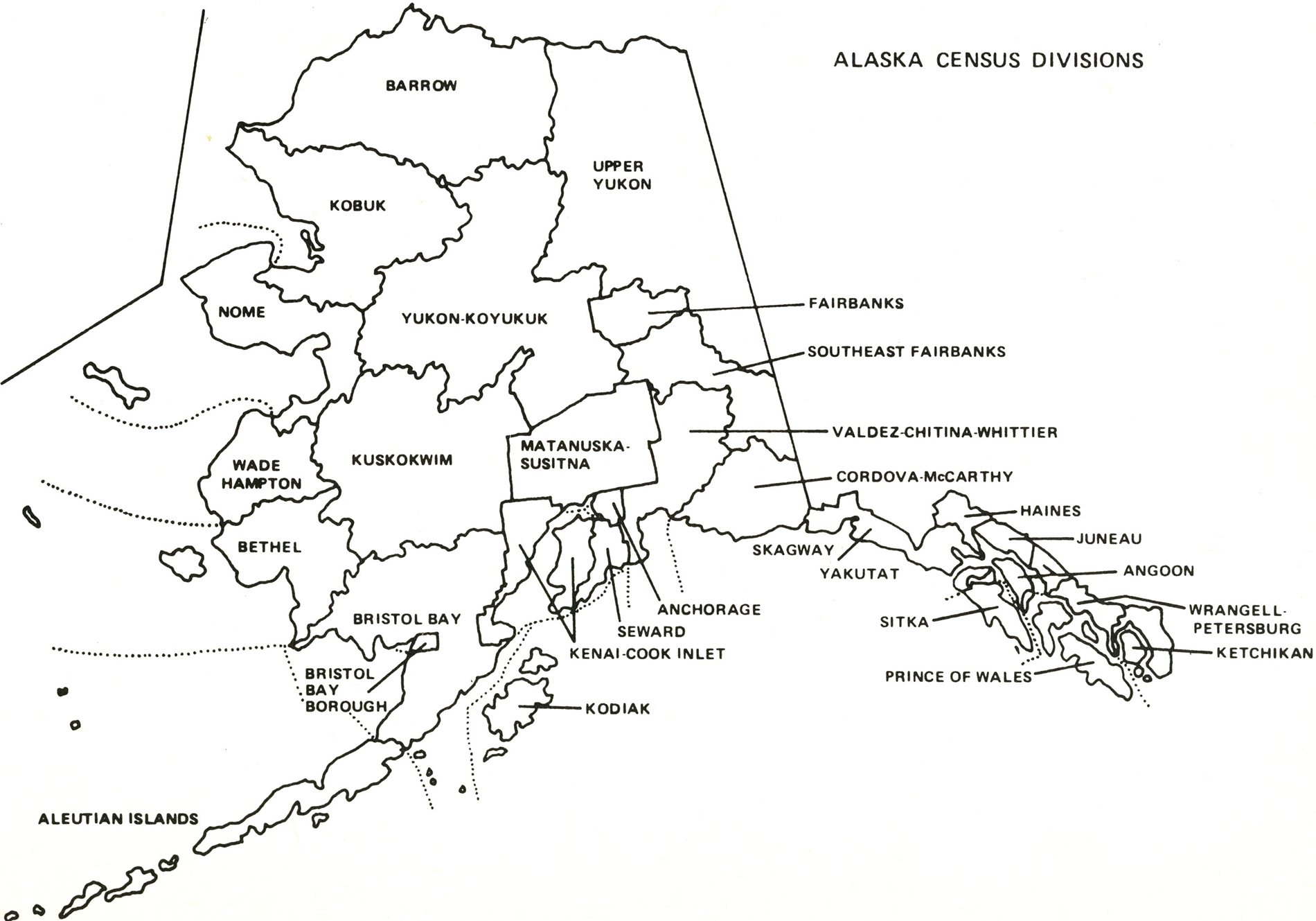
1970年の国勢調査区

太平洋戦争（大東亜戦争）では1942年にアッツ島およびキスカ島が日本軍に占領された。翌年アメリカ軍は両島に上陸し、多くの犠牲を払いつつもこれを奪還した（アリューシャン方面の戦い）。
1960年の国勢調査では、それまでの統計地区（Recording District）に代わり、アリューシャン列島およびアラスカ半島の一部を領域とするアリューシャンアイランズ選挙区（Aleutian Islands Election District）が用いられた。1970年の国勢調査ではアリューシャンアイランズ国勢調査区（Aleutian Islands Division）、1980年の国勢調査ではアリューシャンアイランズ国勢調査地域（Aleutian Islands Census Area）に改められた。アリューシャンアイランズ区時代の人口は6,011人（1960年）、8,057人（1970年）、7,768人（1980年）であった。
1987年10月23日、アリューシャンアイランズ国勢調査地域は2つに分割された。ウナルガ島以東はアリューシャンズイースト郡となり、残された地域はアリューシャンズウエスト国勢調査地域に再編された。

## 住民
| 人種 / 民族 (NH = 非ヒスパニック)               | 人口 2000 | 人口 2010 | 人口 2020 | % 2000  | % 2010  | % 2020  |
| ----------------------------------------------- | --------- | --------- | --------- | ------- | ------- | ------- |
| 白人 (NH)                                       | 2,059     | 1,745     | 1,585     | 37.68%  | 31.38%  | 30.29%  |
| アフリカ系アメリカ人 (NH)                       | 165       | 318       | 257       | 3.02%   | 5.72%   | 4.91%   |
| ネイティブ・アメリカンまたはアラスカ先住民 (NH) | 1,136     | 841       | 709       | 20.79%  | 15.12%  | 13.55%  |
| アジア系アメリカ人 alone (NH)                   | 1,338     | 1,575     | 1,502     | 24.48%  | 28.32%  | 28.71%  |
| 太平洋諸島系 (NH)                               | 33        | 102       | 238       | 0.60%   | 1.83%   | 4.55%   |
| その他の人種 (NH)                               | 4         | 5         | 10        | 0.07%   | 0.09%   | 0.19%   |
| 混血 (NH)                                       | 157       | 249       | 263       | 2.87%   | 4.48%   | 5.03%   |
| ラテン系アメリカ人（ヒスパニック）              | 573       | 726       | 668       | 10.48%  | 13.06%  | 12.77%  |
| Total                                           | 5,465     | 5,561     | 5,232     | 100.00% | 100.00% | 100.00% |

## 都市

### 市
- アダック（英語版）
- アトカ（英語版）
- セントジョージ（英語版）
- セントポール（英語版）
- ウナラスカ

### 国勢調査指定地域(CDP)
- アッツ基地（英語版） - 2010年に無人化
- エリクソン基地（英語版）
- ニコルスキー（英語版）